# Петър Чолов
Петър Иванов Чолов  е български историк, професор.

## Биография
Петър Чолов е роден на 28 ноември 1923 година в село Умаревци, Ловешко. През 1943 година завършва Народна мъжка гимназия „Цар Борис III“ (Ловеч), специалност право в Софийския университет (1949), архивистика, библиотекознание и библиография в Държавния библиотекарски институт, София (1952).
Работи като инструктор в Централния съвет на Съюза на народните читалища (1952-1956), завеждащ отдел в Дом на литературата и изкуствата, София (1961-1981), секретар на Съвета на библиотекарите при Министерство на народната просвета (1971-1981).
Съветник в Министерството на образованието и културата на Република Мозамбик (1981-1983), преподавател в университета в гр. Лубанго и педагогическия колеж в Република Ангола. Преподавател, член на академичния съвет и професор в Държавния университет в гр. Комрат, Молдова (1991-1994).
Главен редактор на списание „Задруга“, член на Съюза на учените в България (1962). Член-учредител на Общобългарския комитет „Васил Левски“ (1981). Заместник-председател и член на бюрото на Българското генеаложко дружество (1990), член на дружеството на българите в Бесарабия и Съюза на българите в Молдова (1993).
Автор на над 700 рецензии и изследвания по история, библиотекознание, фолклор, етнография, генеалогия, ономастика. Автор, съавтор и съставител на около 50 книги и студии. Сред тях са „Български историци“, „Древните българи“, „Васил Левски“, „Марин Дринов“, „Родът на Георги Стойков Раковски“, „Родът на Христо Ботев“, „Българските въоръжени чети и отряди през ХIХ век“, „Чипровското въстание“, „Волжка България VII-ХVI век“, „История на град Дряново“, „Възрожденският род Тулешкови“, „Дряновски дейци – биографичен справочник“, „Архимандрит Максим Райкович“ (съавтор).
Почетен гражданин е на град Дряново.
Умира в София на 22 март 2013 г.

## Отличия
- Орден „Кирил и Методий“ II и I ст.
- Орден „Червено знаме на труда“
- Награди за научни трудове, литературно творчество и читалищна дейност.